# Nœud de Joséphine
Le nœud de Joséphine, le nœud qui tient en respect, est un nœud décoratif, plus esthétique s'il est doublé.

## Construction
Dans sa construction il se rapproche du nœud de carrick mais n'en a pas sa sécurité et donc pas son usage. La différence essentielle est que dans le nœud de carrick, les dormants sont à l'opposé l'un de l'autre, et de même pour les courants.
Ici, au contraire, les dormants arrivent du même côté, les courants passent successivement au-dessus puis au-dessous des brins qu'ils croisent, alternant à chaque croisement puis sortent du même côté. Ce nœud à usage décoratif est ajusté mais jamais serré.
Les mauvaises langues diront (bien que ce ne soit pas tout à fait vrai) que le nœud de Joséphine est au nœud de carrick comme le nœud de vache est au nœud plat.

## Utilisation
Le nœud de Joséphine est souvent utilisé en marine pour fermer la coupée d'un navire et signifier que la montée à bord n'est pas autorisée. Il peut également être utilisé pour des embrasses de rideaux.